# دومينيك فابر (كاتب)
دومينيك فابر (بالفرنسية: Dominique Fabre)‏ هو كاتب وكاتب سيناريو فرنسي، ولد في 30 يونيو 1929 في باريس في فرنسا.

## وصلات خارجية
- دومينيكو فابر على موقع IMDb (الإنجليزية)
- دومينيكو فابر على موقع ألو سيني (الفرنسية)
- دومينيكو فابر على موقع أول موفي (الإنجليزية)
- دومينيكو فابر على موقع قاعدة بيانات الأفلام السويدية (السويدية)
- دومينيكو فابر على موقع قاعدة بيانات الفيلم (الإنجليزية)
- دومينيكو فابر على موقع كينوبويسك (الروسية)